# Clive Strutt
Clive Edward Hazzard Strutt (Aldershot, Hampshire, 19 april 1942) is een Engelse componist die in Orkney, Schotland woont.

## Levensloop
Strutt studeerde aan de Royal Academy of Music te Londen onder andere van 1961–1964 compositie bij Sir Lennox Berkeley en orkestratie van 1962–1964 bij Leighton Lucas. In 1964 werd hij met de Manson Bequest van de Royal Academy of Music onderscheiden voor zijn 1e symfonie. In 1986 won hij de Carolan Award in de Celtic harp competition in Dinan voor zijn Hibernian Rhapsody. en verschillende prijzen in de Dr. William Baird Ross competition voor kerkmuziek in Schotland (Tweede prijs in 1987 voor The White Island; Derde prijs in 1990 voor A Glastonbury Carol).
Als componist schreef hij orkestwerken, kamermuziek, werken voor koren en vocale muziek. Zijn composities zijn naast het Verenigd Koninkrijk uitgevoerd in Canada, Duitsland, Frankrijk, Ierland, Noorwegen, Rusland en in de Verenigde Staten. Hij is vooral geïnteresseerd in muziek uit de Oosterse Orthodoxe kerk. Dat was de reden voor verschillende reizen op de berg Athos.
De componist leeft op het eiland South Ronaldsay een der Orkney-eilanden.
Veel von de composities van Strutt kunnen worden bekeken of gedownload op hat Internet Archive (Nederlands: internetarchief) in San Francisco.

## Composities

### Werken voor orkest

#### Symfonieën
- 1964 Symfonie Nr. 1 in e-klein, voor groot orkest
- 1965 rev.1991 Symfonie Nr. 2 in c-klein, voor sopraan, alt, tenor, bas solo en orkest - tekst: Publius Vergilius Maro
- 1967 Symfonie Nr. 3 «Visions of Albion» in Es-groot, voor tenor, knappenkoor, 8 gemengde stemmen en groot orkest - tekst: William Blake
- 1973 Symfonie Nr. 5 in D-groot, voor groot orkest
- 1986 Symfonie Nr. 4 «Kenosis», voor groot orkest
- 1987 Symfonie Nr. 6 «Eclogues from a Vanished Land» in Es-klein, voor groot orkest
- 1999 Symfonie Nr. 8 «Orkney Choral Symphony», voor sopraan, alt, tenor, bas, orgel en groot orkest - tekst: Robert Rendall, Harriet Campbell, Ann Scott-Moncrieff, James Morrison, Edwin Muir, John Skea
- 2003 Symfonie Nr. 7 «Athonite» in g-klein, voor knappenkoor, vier mannenstemmen en groot orkest - tekst: uit de Resurrection Apolytikia van de Grieks-orthodoxe Kerk
- 2004 Symfonie Nr. 9 «The Fountain of Tears» in d-klein, voor sopraan, bariton, kinderkoor, gemengd koor, gitaar en groot orkest - tekst: Federico García Lorca

#### Ouverturen
- 1963 rev.1975 William Cobbett, concert ouverture
- 1973 King Richard II, concert ouverture
- 1987 Céilidh, concert ouverture

#### Andere werken voor orkest
- 1970 Threnody – The Funeral of Youth, imaginaire ballet suite naar Rupert Brooke
- 1973 Pluto, symfonisch gedicht voor groot orkest
- 1973 Strange Philosophy, fantasie voor cimbalom en orkest
- 1983 Lines, Circles, Scenes, Letters, Characters, symfonische fantasie voor panfluiten en orkest
- 1986 At the Tomb of the Sea-Eagles, voor 5 gemengde zangstemmen en groot orkest
- 1989 Russian Folksong Suite, voor strijkorkest
- 1992 A Wessex Suite, voor strijkorkest
- 1994 Preludio and Presto Finale, voor piano en groot orkest
- 1997 Reminiscences of Troldhaugen, sinfonia concertante naar de schetsen uit het "Concerto Nr. 2 in b-klein" van Edvard Grieg voor piano en orkest

### Werken voor harmonieorkest
- 1984 Suite of Three Folksong Medleys, voor klarinet en harmonieorkest
- 1989 Fantasia on the "Palestine Song" of Walther von der Vogelweide, voor harmonieorkest

### Missen en gewijde muziek
- 1974 Be Thou My Vision, voor gemengd koor - tekst: Mary Byrne
- 1982 Away In A Manger, voor tenor, klarinet en fagot - tekst: Martin Luther
- 1972 Communion Service for the Day of St. Magnus, voor gemengd koor en orgel
  1. Earl of Orkney
  2. Martyr
- 1982 The Angel Gabriel, voor tenor, bariton, gemengd koor, 2 klarinetten, hoorn en fagot
- 1984 All This Night Bright Angels Sing, voor gemengd koor en harmonieorkest - tekst: William Austin
- 1985 Festal Eucharist In Honour Of Saint Olaf, King & Martyr - Missa "Sine Nomine" Pro Translationi Sancti Olavi, voor Celebrant, bas solo, gemengd koor, trompet, hoorn, trombone, tuba, vibrafoon en orgel
- 1987 La Tapisserie de Sainte Geneviève (Prologue to a Gnostic Symphony), voor gemengd koor en harp - tekst: Charles Péguy
- 1987 The Litany Of Dunkeld, voor bas, vierstemmig gemengd koor en zesstemmig gemengd koor
- 1989 Logia From The Gorikai Of Kawate Bunjiro, voor alt, mezzosopraan, alt-koor, altfluit, dwarsfluit, altklarinet, piano, vibrafoon en 2 celli
- 1989 Seven Scottish Christmas Carols, voor gemengd koor - tekst: John Wedderburn, William Dunbar, Arthur Geddes, A F Bayly
- 1989 Three Hymns In Praise Of St. Magnus, voor vierstemmig gemengd koor en achtstemmig gemengd koor
- 1990 Gaudete, voor gemengd koor
- 1990 Three Carols On The Nativity Of Christ, voor gemengd koor - tekst: S C Hamerton, Robert Graves
- 1990 Respond (Confractorium) Fiat, Domine, Misericordia, voor gemengd koor
- 1992 Magnificat & Nunc Dimittis: Evening Canticles, voor tenor en driestemmig gemengd koor
- 1993 Byzantine Suite in the Ottoman Style, voor orkest en clàrsach (Keltische harp)
- 1993 rev.2003 Four Norwegian Christmas Carols, voor gemengd koor
- 1993 Is Not This The Fast That I Choose, voor gemengd koor en orgel - tekst: Bijbel, Jesaja 58, Vv 6-12
- 1993 Refrain And Hymn For Feasts Of The Holy Cross, voor gemengd koor - tekst: Venantius Fortunatus, hymne Pange lingua gloriosi prœlium certaminis
- 1994 In A Cavern, Oxen-Trod, voor gemengd koor en orgel
- 1996 Behold! The Mountain Of The Lord, voor gemengd koor - tekst: Bijbel, Jesaja 2 vv 2-5
- 1996 Trinity Hirmologium : Canon for the 5th Sunday (Rogation) after Easter, voor gemengd koor - tekst: St. Andrew of Crete
- 1996 Praeludium & Trisagion (after Johann Sebastian Bach), voor sopraan, mezzosopraan, driestemmig gemengd koor en cello - tekst: uit de Koptische Liturgie van St. Basilius
- 1997 Twelve Christmas carols from Czechoslovakia, voor gemengd koor
- 1997 Eight Resurrection Apolytikia, voor gemengd koor
- 1998 A Christmas Lullaby: Sleep, baby, sleep, voor gemengd koor - tekst: John Addington Symonds

### Opera's
- 1985 The Tragedy of Man - libretto: van de componist, naar Imre Madách in de vertaling van J.C.W. Horne

### Cantates
- 1991 The Dustcart Cantata, voor
- 2018 Voces Christianae

### Werken voor koren
- 1989 Hymn to Brahman Supreme, voor vrouwenkoor - tekst: uit de Shvetashvatara Upanishad (vertaald van: Swami Prabhavanandra, Frederick Manchester
- 1989 The Song of Rūmī, voor vrouwenkoor - tekst: Jalāl ad-Dīn Muhammad Rūmī
- 1991 Madrigals, Book VIIIa – "Voces Intimæ", voor gemengd koor - tekst: Oscar Wilde, Lord Alfred Bruce Douglas
- 1998 A Wee Drappie o't, voor gemengd koor
- 2015 In War-time, een koor liederencyclus van oorlog poëzie

### Kamermuziek
- 1959-1960 rev.2003, 2007 Strijkkwartet Nr. 1
- 1962 Rondo, voor hobo en piano
- 1963 rev.1991 Strijkkwartet Nr. 2
- 1965 Sonata; voor trombone en piano
- 1967 Fantasia, voor blaassextet (2 dwarsfluiten, althobo, klarinet, hoorn, fagot)
- 1976 The Georgia Bagatelles, voor hobo d'amore en piano
- 1982 Partita, voor blaassextet (dwarsfluit, hobo, klarinet, basklarinet, hoorn en fagot)
- 1982 Suite Of Seven Dance Miniatures, voor blaassextet (dwarsfluit, hobo, klarinet, basklarinet, hoorn en fagot)
- 1982 Helvetia Suite, voor hobo, hobo d'amore en althobo
- 1989 Russian Folksong Suite, voor 2 dwarsfluiten, hobo, 3 klarinetten, altsaxofoon, fagot
- 1990 English Folksong Suite, voor hobo, hobo d'amore, althobo en bashobo
- 1990 Sabbath Polka (Polish Folk-Cabaret Song), voor althobo, basshawm, 2 klarinetten, doedelzak, gitaar, viool, cello en piano
- 1992 Studies in Orkney Folk Music, voor althobo, viool altviool en cello
- 1993 Introduction and Protiazhnahyah, voor bashobo of fagot en piano
- 1999 Strijkkwartet Nr. 3 uit "The Frieze of Life (Edvard Munch)"
- 2005 Variations on the Hymn Tune "St. Catherine's Court" of the Hon. Richard Strutt (1848–1927), voor dwarsfluit, hobo, fagot of cello, viool en piano
- 2019 Impressions from Mount Athos voor viool, Franse hoorn en piano

### Werken voor orgel
- 1993 Estampie on Two French Tunes

### Werken voor harp
- 1972 Suite Nr. 1 uit het ballet «The Funeral of Youth»
- 1972 Suite Nr. 2 uit het ballet «The Funeral of Youth»
- 1981 Chaconne, voor clàrsach (Keltische harp)
- 1982 Jig, voor clàrsach (Keltische harp)
- 1982 Mirror Canon, voor clàrsach (Keltische harp)
- 1983 Hibernian Rhapsody, voor clàrsach (Keltische harp)
- 1993 Variations on the Hymn Tune "Repton" of Sir Charles Hubert Hastings Parry (1848–1918), voor clàrsach (Keltische harp)